# Moleta de Fredes
La Moleta de Fredes és una muntanya de 507 metres que es troba al municipi de la Ràpita, a la comarca del Montsià.